# Siah Armajani
Siah Armajani, (Lahijan, Irán; 10 de julio de 1939 - Mineápolis, Estados Unidos; 28 de agosto de 2020) fue un artista, ilustrador, arquitecto y escultor iraní nacionalizado estadounidense.

## Vida y obras
Siah Armanjani fue el diseñador de la antorcha olímpica que presidió sobre los Juegos Olímpicos de Atlanta en 1996, Georgia, Estados Unidos. Había trabajado en otros proyectos como el puente y la torre New York de  Staten Island , la Round Gazebo en Niza, Francia, y el  Irene Hixon Whitney Bridge en Minneapolis, Minnesota, Estados Unidos.
En España, invitado por la Diputación Provincial de Huesca, creó en el año 2000 la obra de arte público Mesa de picnic para Huesca en el valle de Pineta y que hoy forma parte de la colección-itinerario del CDAN, Centro de Arte y Naturaleza de la Fundación Beulas, en Huesca.
Su trabajo de 2005 , Fallujah, está basada en la obra del  Guernica de Picasso pero fue censurada en los Estados Unidos por su visión crítica frente a la guerra de Irak. Uno de los proyectos importantes de Armajani está localizado en North Shore Esplanade en la Terminal de Ferris de St. George, Staten Island, NY. Armajani ha dicho: 

"All buildings and all streets are ornaments. Moreover, the lighthouse and bridge gives a place to the representational arts of poetry, music, and performing. By embracing all of the arts, the lighthouse and bridge asserts its own perspective everywhere.

En  2010 ganó un premio Fellow ofrecido por la Fundación United States Artists.
Falleció a causa de uns insuficiencia cardiaca según anunció el Museo Metropolitano de Arte de Nueva York, que fue el primero en anunciar la muerte de Armajani.